# Discographie de Niska
 (janvier 2022).
Si vous disposez d'ouvrages ou d'articles de référence ou si vous connaissez des sites web de qualité traitant du thème abordé ici, merci de compléter l'article en donnant les références utiles à sa vérifiabilité et en les liant à la section « Notes et références ».
La discographie du rappeur français Niska comprend trois albums studio et deux mixtapes.
Durant sa carrière, Niska a obtenu de nombreux disques de certification.

## Albums

### Albums studio
| Titre                                                              | Détails de l'album | Meilleure position | Meilleure position | Meilleure position | Meilleure position | Ventes  | Certifications |
| Titre                                                              | Détails de l'album | FLA                | WAL                | FRA                | SUI                | Ventes  | Certifications |
| ------------------------------------------------------------------ | --- | ------------------ | ------------------ | ------------------ | ------------------ | ------- | -------------- |
| Zifukoro                                                           | - Sortie : 3 juin 2016 - Label : Talent Factory Ltd, Charo Prod, Millenium Barclay, Universal - Format : CD, téléchargement numérique        | 187                | 12                 | 3                  | 37                 | 185 000 | Platine        |
| Commando                                                           | - Sortie : 22 septembre 2017 - Label : Talent Factory Ltd, Charo Prod, Capitol, Millenium, Universal - Format : CD, téléchargement numérique | 153                | 2                  | 1                  | 13                 | 630 000 | Diamant        |
| Mr Sal                                                             | - Sortie : 6 septembre 2019 - Label : Talent Factory Ltd, Charo Prod, Capitol, Millenium, Universal - Format : CD, téléchargement numérique  | 11                 | 1                  | 1                  | 4                  | 315 000 | 3 × Platine    |
| « — » indique que le titre n'est pas sorti ou classé dans le pays. | |                    |                    |                    |                    |         |                |

### Album en commun
| Titre                                                              | Détails de l'album                                                                                                   | Meilleure position | Meilleure position | Meilleure position | Meilleure position | Certifications           |
| Titre                                                              | Détails de l'album                                                                                                   | FLA                | WAL                | FRA                | SUI                | Certifications           |
| ------------------------------------------------------------------ | --- | ------------------ | ------------------ | ------------------ | ------------------ | ------------------------ |
| GOAT (avec Ninho)                                                  | - Sortie : 25 octobre 2024 - Label : Jefe Productions, Charo Prod, Universal - Format : CD, téléchargement numérique | —                  | —                  | —                  | —                  | Platine[réf. nécessaire] |
| « — » indique que le titre n'est pas sorti ou classé dans le pays. | |                    |                    |                    |                    |                          |

### Mixtapes
| Titre                                                              | Détails de l'album | Meilleure position | Meilleure position | Meilleure position | Meilleure position | Ventes  | Certifications |
| Titre                                                              | Détails de l'album | FLA                | WAL                | FRA                | SUI                | Ventes  | Certifications |
| ------------------------------------------------------------------ | --- | ------------------ | ------------------ | ------------------ | ------------------ | ------- | -------------- |
| Charo Life                                                         | - Sortie : 2 octobre 2015 - Label : Talent Factory Ltd, Charo Prod, Millenium Barclay, Universal - Format : CD, téléchargement numérique | —                  | 20                 | 3                  | —                  | 85 000  | Or             |
| Le monde est méchant                                               | - Sortie : 5 novembre 2021 - Label : Universal Music Division Capitol Music France - Format : CD, téléchargement numérique               | 31                 | 3                  | 3                  | 4                  | 300 000 | Platine        |
| « — » indique que le titre n'est pas sorti ou classé dans le pays. | |                    |                    |                    |                    |         |                |

## Chansons

### Apparitions
- 2014 : Niska - Guévaraché
- 2014 : Niska feat. La B, Trafiquinté - Charo
- 2014 : Niska - Nerveux (freestyle)
- 2014 : Niska feat. La B, Manax - #JaccosteEnSurvet
- 2014 : Niska feat. La B, Trafiquinté - Qué Pasa Amigo
- 2014 : Niska - Les Baiser
- 2014 : Niska - Allô Maître Simonard
- 2015 : Fababy feat. Niska - Allô Remix
- 2015 : Tookie Williams feat. Niska - Visclo
- 2015 : Niska - Charlie Delta Charlie
- 2015 : Niska feat. XV barbar et La B - Carjack Chiraq
- 2015 : Niska - Murder 2.0 (freestyle)
- 2015 : Niska - Fly Emirates (freestyle)
- 2015 : Niska - Boug Mwen (freestyle)
- 2015 : Gradur feat. Niska - Remember
- 2015 : Seth Gueko feat. Niska - Hommes des neiges sur l'album Professeur Punchline
- 2015 : Gradur feat. Niska - Philly sur la mixtape Sheguey Vara 2
- 2015 : Gradur feat. Lacrim, Alonzo, Niska - La moula sur la mixtape Sheguey Vara 2
- 2015 : Maître Gims feat. Niska - Sapés comme jamais sur l'album Mon cœur avait raison[9]
- 2016 : Ninho feat. Niska - Elle a mal sur la mixtape M.I.L.S
- 2016 : Naza feat. Niska, KeBlack, DJ Mike One - Lové sur l'EP Tout pour la street
- 2016 : GLK feat. Niska - Compton sur la mixtape Murder
- 2016 : DJ Ken feat. Bridjahting, Niska - Pirates et Charo sur l'album Tobecomboss
- 2016 : Sidiki Diabaté feat. Niska, Iba One - C'est bon
- 2017 : Alkpote feat. Niska, La B, Madrane - Trafiquants sur l'album Les Marches de l'Empereur
- 2017 : KeBlack feat. Niska - Walou sur l'album Premier Étage
- 2017 : Dehmo feat. Niska - Bloc sur l'album Éthologie
- 2017 : Sadek feat. Niska - En leuleu sur l'album Vulgaire, Violent et Ravi d'être là[10]
- 2017 : Niska - J'suis dans l'baye[11]
- 2017 : Niska - Commando[12]
- 2017 : Kalash feat. Niska - Koussi Koussa sur l'album Mwaka Moon[13],[14]
- 2017 : Dadju feat. Niska - Sous contrôle sur l'album Gentleman 2.0[15]
- 2017 : Booba feat. Sidiki Diabaté et Niska - Ça va aller sur l'album Trône[16],[17]
- 2018 : Niska feat. Quavo, Stefflon Don - Réseaux Remix
- 2018 : Disiz La Peste feat. Niska - Cercle rouge sur l'album Disizilla
- 2018 : Niska - Country sur la compilation Game Over
- 2018 : Soprano feat. Niska - Zoum sur l'album Phœnix
- 2019 : Kekra feat. Niska - Vréalité sur l'album Vréalité
- 2019 : Gradur feat. Niska - Méchant Sheguey sur l'album Zone 59
- 2019 : Aya Nakamura feat. Niska - Sucette sur l'album Nakamura
- 2019 : Diplo feat Niska - Boom Bye Bye[18]
- 2019 : Ninho feat. Niska - Maman ne le sait pas sur l'album Destin
- 2019 : Koba LaD feat. Niska - RR 9.1 sur l'album L'Affranchi
- 2019 : Shay feat. Niska - Liquide sur l'album Antidote
- 2019 : Niska - Giuseppe
- 2019 : 4Keus feat. Niska - MD sur l'album Vie d'artiste
- 2020 : Leto feat. Niska - Nouveaux riches sur l'album 100 visages
- 2020 : 13 Block feat. Niska - Tieks sur l'album BLO II
- 2020 : Mr.Kadicka feat. Niska - Assassin la police sur l'album Balisé
- 2020 : DJ Kayz feat. Niska - Monte le son
- 2020 : Lacrim feat. Niska - Nipsey Hussle sur la mixtape R.I.P.R.O Volume IV
- 2020 : Kalash Criminel feat. Niska - Tu paniques sur l'album Sélection naturelle
- 2020 : Landy feat. Niska - Millions d'euros sur l'album A-One
- 2020 : Bramsito feat. Niska - Criminel sur l'album LOSA_
- 2020 : PLK feat. Niska - On sait jamais sur l'album Enna
- 2020 : Naza feat. Niska - Joli bébé sur l'album Gros bébé
- 2021 : Mig feat. Niska - Cardio sur l'album 21
- 2022 : Tiakola feat. Gazo et Niska - Mode AV sur l'album Mélo
- 2022 : Soolking feat. Niska - Balader sur l'album Sans visa
- 2022 : Fresh feat. Niska - Allez dehors
- 2022 : SDM feat. Niska - Fame sur l'album Lien du 100
- 2023 : Shay feat. Niska -  Sans Cœur  sur l’album Pourvu qu'il pleuve

## Clips
- 2015 : Matuidi Charo (feat. Rako, Brigi, Trafiquinté & Madrane)
- 2015 : Gros bonnets (feat. Madrane)
- 2015 : Tony Montana (feat. Trafiquinté, Rako, Madrane & Brigi)
- 2015 : Ochoa
- 2015 : Minuit
- 2016 : Maître Chien (réalisé par Bastos)
- 2016 : Zifukoro (réalisé par Cedrick Cayla)
- 2016 : J'suis dans l'truc (réalisé par Bastos)
- 2016 : Mustapha Jefferson (réalisé par Bastos)
- 2016 : M.L.C (feat. Booba) (réalisé par Bastos)
- 2016 : Oh Bella Ciao (feat. Sidiki Diabaté) (réalisé par Bastos)
- 2016 : Mauvais payeur (feat. Sch) (réalisé par Bastos)
- 2016 : Midi minuit (réalisé par Bastos)
- 2016 : Elle avait son djo (feat. Maître Gims) (réalisé par Bastos)
- 2016 : Cala Boca (feat. Gradur) (réalisé par Cedrick)
- 2016 : Commando (réalisé par Bastos)
- 2017 : B.O.C (réalisé par Bastos)
- 2017 : Chasse à l'homme (réalisé par William Thomas)
- 2017 : Réseaux (réalisé par William Thomas)
- 2017 : Salé (réalisé par Hobo & Mojo)
- 2018 : Sous contrôle (feat. Dadju)
- 2018 : Tuba Life (feat. Booba) (réalisé par Chris Macari)
- 2018 : Medellín (réalisé par Nicolas Noel)
- 2018 : Versus (feat. MHD) (réalisé par HoBo & Mojo)
- 2018 : W.L.G (réalisé par Nicolas Noel)
- 2019 : Giuseppe (réalisé par William Thomas)
- 2019 : RR 9.1 (feat. Koba LaD) réalisé par Hustler Game Premium)
- 2019 : Du lundi au lundi
- 2019 : La zone est minée
- 2019 : Bâtiment
- 2019 : Méchant (feat. Ninho)
- 2020 : Siliconé
- 2020 : Bandit Chef (feat. Madrane)
- 2021 :  Chargé
- 2021 :  Gnonmi avec lait  (feat. Fior 2 Bior)
- 2021 : Bolivienne
- 2021 : De bon matin (feat. Guy2Bezbar)
- 2021 : Mapess
- 2021 : N.I (feat. Ninho)
- 2021 : 140G (feat. 1PLIKÉ140)
- 2021 : 44
- 2022 : Jota (feat. Hamza)